# (37597) 1992 EH10
1992 EH10 (asteroide 37597) é um asteroide da cintura principal. Possui uma excentricidade de 0.10077590 e uma inclinação de 0.61466º.
Este asteroide foi descoberto no dia 2 de março de 1992 por UESAC em La Silla.